# ألكسيس كاريل
ألكسيس كاريل (Alexis Carrel) كان طبيبًا جرّاحًا فرنسيا، ولد في 28 يونيو 1873 وتوفي في 5 نوفمبر 1944 في باريس، حصل على جائزة نوبل في الطب عام 1912، ومن أشهر كتبه كتاب (الإنسان.. ذلك المجهول)، الذي يضم تجاربه عن الإنسان والحياة.

## نظرة عامة
ولد كاريل في في مدينة ليون الفرنسية. مارسَ الطبّ في فرنسا وفي الولايات المتحدة في جامعة شيكاغو وفي معهد روكفلر للأبحاث الطبية (الذي عرف لاحقاً بجامعة روكفلر) في مدينة نيويورك. طوّر كاريل أساليب جديدة لخياطة الأوعية الدموية، وكان رائداً في نقل وزراعة الأعضاء الحيّة وفي جراحة الصدر.
كان كاريل أيضاً عضواً في عديد من المؤسسات التعليمية في الولايات المتحدة الأمريكية، إسبانيا، روسيا، السويد، هولندا، بلجيكا، فرنسا، الفاتيكان، ألمانيا، إيطاليا، واليونان. كما حصل على الدكتوراة الفخرية من عدد من الجامعات مثل جامعة الملكة في بلفاست بأيرلندا الشمالية، جامعة برينستون، جامعة كاليفورنيا، جامعة نيويورك، جامعة براون، وجامعة كولومبيا - نيويورك.
قام كاريل بالتعاون مع الطبيب الأمريكي شارلز غوثري في أبحاث تتعلق بخياطة الأوعية الدموية ونقلها. كذلك نقل الأعضاء الحية، بما فيها الرأس. ونظراً لجهوده الكبيرة في ذلك، فقد منحَ جائزة نوبل في الطب عام 1912 أي قبل أندلاع الحرب العالمية الاولى. ويتناهى لنا بعد أن وضعت الحرب العالمية الثانية اوزارها، وحررت المناطق الفرنسية التي كانت ترزح تحت نير الاحتلال الألماني، أنه قد تم توجيه اصابع الاتهام اليه بالخيانة والتعاون مع العدو إبّان الحرب، لكنّه مات قبل صدور المحاكمة.

## ألكسيس كاريل وحادثة لورديس

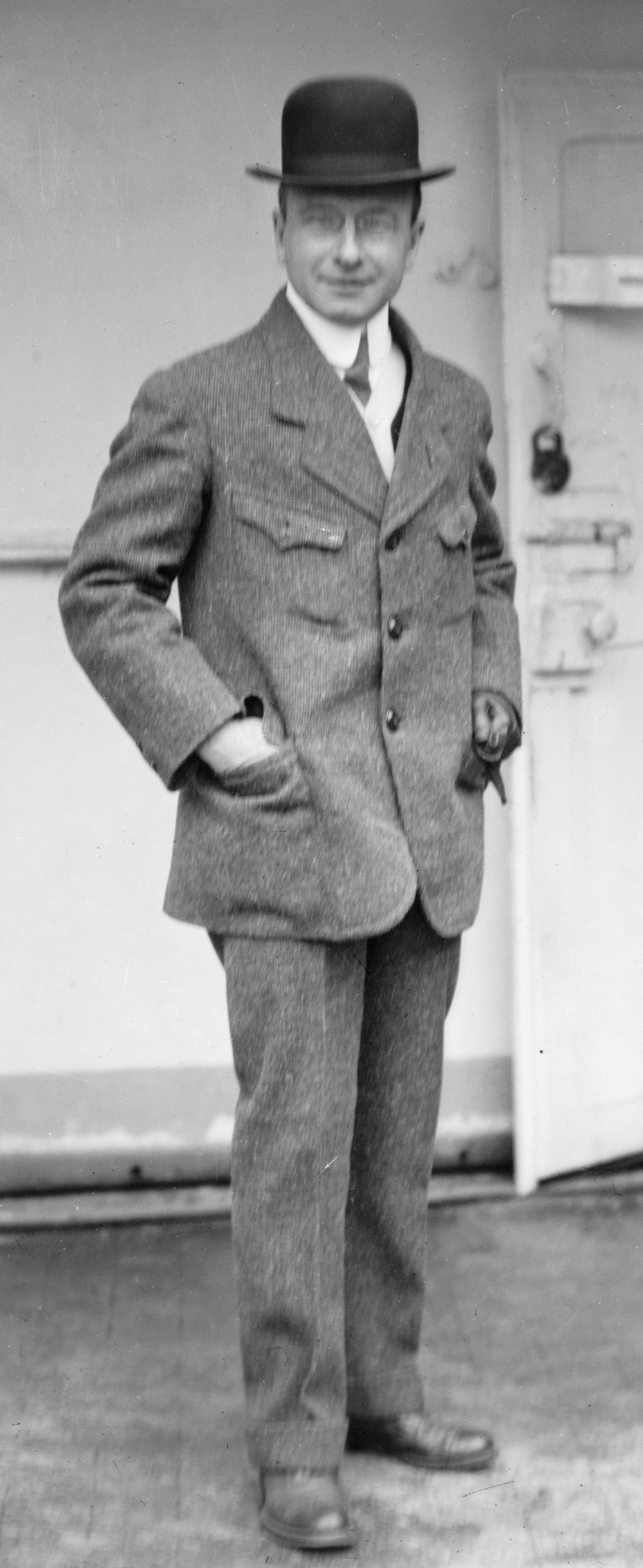
كاريل في عام 1912

في عام 1902 تحول ألكسيس كاريل من كونه مشكك في الرؤى والمعجزات التي تم الإبلاغ عنها في مدينة لورد ليصبح مؤمنا كاثوليكيًا وبالشفاء الروحي بعد أن شهد شفاء ماري بايلي الذي لم يقدر على تفسيره. المجلة الكاثوليكية «لو نوفاليست» ذكرت أنها عينته كشاهد رئيسي على علاجها. ألكسيس كاريل رفض أن يهمل شرح أمر خارق للطبيعة وأكد على معتقداته بإصرار، حتى ألّف كتابا يصف تجربته على الرغم من أنه لم يُنشر حتى أربع سنوات بعد وفاته. وكان هذا يضر بمسيرته وسمعته بين زملائه الأطباء، وشعر انه ليس لديه مستقبل في الطب الأكاديمي في فرنسا، فهاجر إلى كندا بقصد الزراعة وتربية الماشية. بعد فترة وجيزة، قبل التعيين في جامعة شيكاغو وبعد ذلك بعامين عيّن في معهد روكفلر لدراسة الطب.

## مؤلفاته
الإنسان ذلك المجهول ((1935)): لست فيلسوفاً، ولكنني رجل علم فقط، قضيت الشطر الأكبر من حياتي في المعمل أدرس الكائنات الحية، والشطر الباقي في العالم الفسيح أراقب بني الإنسان، واحاول أن أفهمهم، ومع ذلك فإنني لا أدعي أنني أعالج أموراً خارج نطاق حقل الملاحظة العلمية...)
تأملات في مسلك الحياة

## روابط خارجية
- ألكسيس كاريل على موقع الموسوعة البريطانية (الإنجليزية)
- ألكسيس كاريل على موقع إن إن دي بي (الإنجليزية)